# Fiat 500 Rosso Corsa
La edición especial, limitada y numerada Fiat 500 Rosso Corsa fue presentada en junio de 2010. Solo 250 unidades con carrocería tipo berlina fueron comercializadas en Alemania. El precio de las unidades de la serie Rosso Corsa en el momento de su comercialización era de 19.500 €.

## Características

### Exterior
Exteriormente la carrocería se distingue por el exclusivo color Rosso Corsa, tradicional en los automóviles de competición italianos-, así como logo específico de la serie en el portón trasero, pinzas de freno en color rojo y llantas de aleación con detalles del mismo color.

### Interior
En el interior, de tonos oscuros y asientos de piel Poltrona Frau, y ubicada en el salpicadero se encuentra una placa identificativa de aluminio en la que se indica secuencialmente el número de unidad desde la primera a la 250.ª.

### Equipamiento
Toda la serie presenta como equipamiento específico faros bi-xénon con lavafaros, equipo de alta fidelidad Interscope y llave personalizada con el color de la edición.

### Motorización
Toda la serie está asociada al motor más potente de la gama 500, el 1.4 FIRE de 100 CV y una transmisión manual de seis velocidades.

## Galería

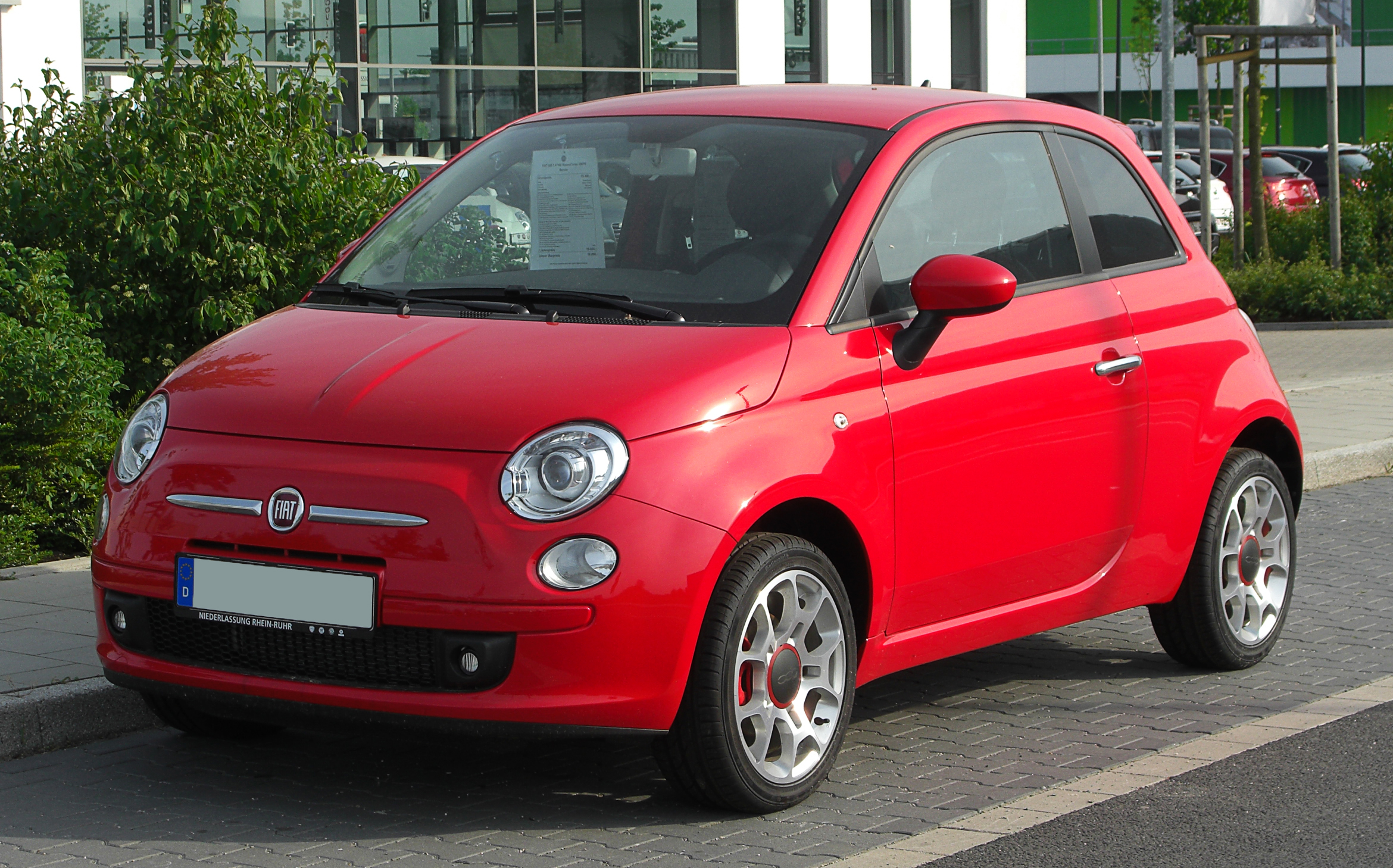
Vista frontal.
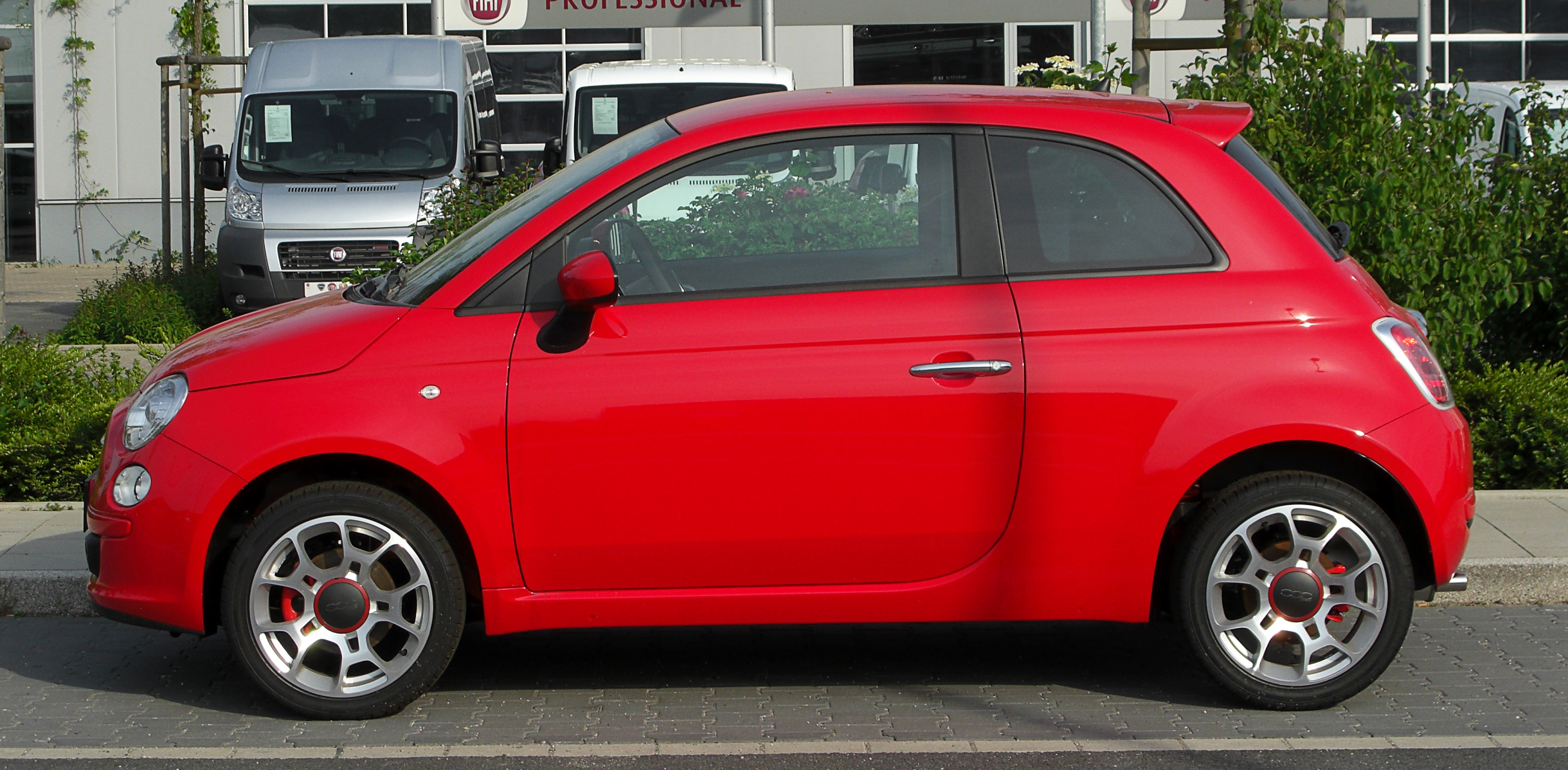
Vista lateral.
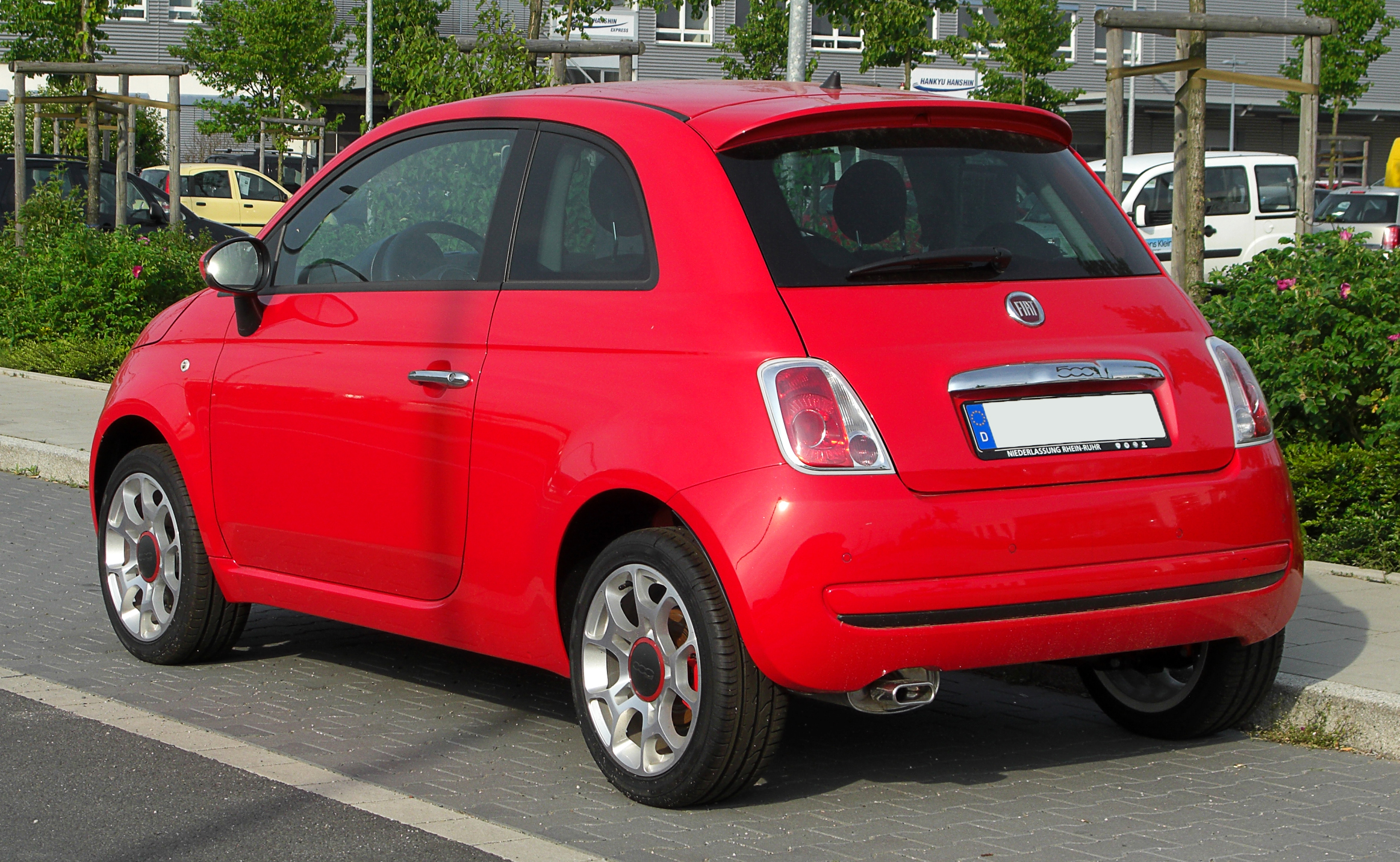
Vista trasera.